# Lübecker Straße (metrostation)
Lübecker Straße is een metrostation in het stadsdeel Hohenfelde van de Duitse stad Hamburg. Het station werd geopend op 15 februari 1912 en wordt bediend door de lijnen U1 en U3 van de metro van Hamburg.